# Mariana Suman
Mariana Suman (născută Filip, n. 29 iulie 1951, Roman, Neamț, România) este o fostă atletă română specializată în probele de 400 m și 800 m.

## Carieră
Atleta este multiplă campioană națională și balcanică la 100 m, 400 m, 4x400 m și 800 m. S-a remarcat pentru prima dată pe plan internațional în 1968, când a câștigat medalia de bronz la Jocurile Europene de Juniori de la Leipzig la 400 m.
La Campionatul European din 1974 de la Roma sportiva a cucerit medalia de bronz la 800 m. În același an a devenit prima româncă care a alergat distanța de 800 m în mai puțin de două minute, 1:58,64 min. În anul 1976 a participat la Jocurile Olimpice. La Montreal a ocupat locul opt. La Campionatul European în sală din 1978, la Milano, ea a obținut din nou bronzul.

## Realizări
| An   | Competiție                   | Locație                  | Loc | Eveniment | Note    |
| ---- | ---------------------------- | ------------------------ | --- | --------- | ------- |
| 1968 | Jocurile Europene de Juniori | Leipzig, Germania de Est | 3   | 400 m     | 55,4    |
| 1971 | Campionatul European         | Helsinki, Finlanda       | 20  | 400 m     | 54,33   |
| 1974 | Campionatul European         | Roma, Italia             | 3   | 800 m     | 1:59,84 |
| 1974 | Campionatul European         | Roma, Italia             | 7   | 4x400 m   | 3:30,8  |
| 1975 | Cupa Europei                 | Nisa, Franța             | 1   | 800 m     | 2:00,6  |
| 1975 | Cupa Europei                 | Nisa, Franța             | 5   | echipe    | 2:00,6  |
| 1976 | Jocurile Olimpice            | Montreal, Canada         | 8   | 800 m     | 2:02,21 |
| 1978 | Campionatul European în sală | Milano, Italia           | 3   | 800 m     | 2:03,4  |
| 1978 | Campionatul European         | Praga, Cehia             | 10  | 800 m     | 2:01,62 |
| 1978 | Campionatul European         | Praga, Cehia             | 7   | 4x400 m   | 3:30,7  |

## Recorduri personale
| Probă | Performanță | Dată               | Locație   |
| ----- | ----------- | ------------------ | --------- |
| 400 m | 52,11 s     | 10 septembrie 1977 | Ankara    |
| 800 m | 1:58,59 min | 28 august 1977     | București |